# Национальный русский театр драмы имени Михаила Лермонтова
Национальный русский театр драмы имени Михаила Лермонтова — драматический театр в  городе Алматы (Казахстан).

## История театра
В 1933 году в городе Алма-Ате был открыт Русский театр драмы. Участие в создании и становлении театра таких высокопрофессиональных мастеров, как Юрий Рутковский, Зинаида Морская (Максимова), Евгений Диордиев, Юрий Померанцев  принесло известность алма-атинскому театру.
Первым режиссером театра стал Юрий Людвигович Рутковский, первыми актерами — С. Ассуиров, М. Бранд и другие.
Поначалу зрителям предлагалось по семь-восемь премьер спектаклей в год. В репертуаре была богато представлена русская драматургическая классика: Гоголь, Фонвизин, Островский, Чехов, Горький; ставились пьесы Шекспира, Гольдони, Шиллера, Мольера; произведения популярных в то время советских авторов — Погодина, Катаева, Арбузова. А постановщиками спектаклей были интересные, талантливые режиссеры — Л. Варпаховский, М. Гольдблат, Г. Товстоногов, Б. Бибиков, О. Пыжова, А. Ридаль.
В 1964 году — в год 150-летия со дня рождения Михаила Юрьевича Лермонтова — театру было присвоено имя поэта. Через несколько лет на сцене театра поставлена пьеса Константина Паустовского «Поручик Лермонтов». Заглавную роль в этом спектакле сыграл заслуженный артист РК Геннадий Балаев.
После успешных гастролей в Москве в 1974 году театру присвоено звание академического.
В 1983 году отмечалось 50-летие театра. В 1984 году театр был награждён орденом Дружбы Народов.
С 1983 года по июнь 2020 художественным руководителем театра был народный артист Республики Казахстан Рубен Андриасян. С июля 2020 г. эту должность занял заслуженный артист РК Дмитрий Скирта.
В марте 2000 года коллектив театра награждён Почётной грамотой Комитета культуры за плодотворную работу в развитии театрального искусства.
В 2006 году здание театра закрыли на капитальный ремонт. Установили дорогостоящее сценическое световое и звуковое оборудование, современные системы кондиционирования и обогрева. Работы длились почти три года, и театр вновь открыл свои двери в декабре 2008 года.
В конце 2012 года театр стал первым в Казахстане театром, запустившим онлайн-продажу билетов через Тикетон.
10 сентября 2012 года коллективу театра объявлена Благодарность Президента Российской Федерации за большой вклад в популяризацию русского театрального искусства, сохранение русской культуры в Республике Казахстан, укрепление дружбы и сотрудничества между Российской Федерацией и Республикой Казахстан.

Памятник Померанцеву перед театром Лермонтова в городе Алма-Ата

20 ноября 2020 согласно Указу Президента Республики Казахстан Касым-Жомарта Токаева Государственному академическому русскому театру драмы имени Лермонтова присвоен статус национального.
15 июня 2023 года перед театром  актёру Юрий Померанцеву установлен памятник, автор монумента – казахстанский скульптор Нурлан Далбай.

## Репертуар театра
Действующие спектакли
- ·2025 — «Онегин» —драма (Александр Пушкин), реж. Д.Скирта
- 2025 —    «Пёстрые рассказы» —комедия (Антон Чехов), реж.  А Зимин

- 2024 — «Транзитный пассажир» — трагикомедия (Дулат Исабеков), реж. Д.Скирта
- 2023 — «Дракон» — пьеса (Евгений Шварц), реж. А. Кизилов
- 2023 — «Укрощение строптивой» — комедия (Уильям Шекспир), реж. Р. Жуков
- 2023 — «Театр времен Нерона и Сенеки» — трагедия (Эдвард Радзинский), реж. С. Ковальчик
- 2023 — «Дураки» — комедия (Нил Саймон), реж. Д.Скирта
- 2022 — «Тифлисские свадьбы» — комедия (В. Константинов, Б. Рацер, по мотивам произведения А. Цагарели), реж. Г. Лифанов
- 2022 — «Небеса могут подождать» — комедия (Чарльз Гилфорд), реж. И. Гонопольский
- 2022 — «Жизнь таки прекрасна!» — комедия (Фредерик Строппель), реж. Д.Скирта
- 2021 — «Женитьба Фигаро» — комедия (Пьер Бомарше), реж. А. Кизилов
- 2021 — «Тот самый Мюнгаузен» — комедия (Г.Горин), реж. Р.Жуков
- 2021 — «Вкус Черешни» — комедия (А. Осецка), реж. В.Гришко
- 2020 — «Волки и овцы» — комедия в двух актах (Александр Островский), реж. А. Кизилов
- 2020 — «Вдовий пароход» — драма (И. Грекова, Павел Лунгин), реж. А. Кизилов
- 2020 — «Осенняя соната» — мелодрама (Ингмар Бергман), реж. Г. Пьянова
- 2019 — «Примадонны» — лирическая комедия в двух актах (Кен Людвиг), реж. А. Кизилов
- 2019 — «Снегурочка. не сказка» — фантазия в двух актах (Александр Островский), реж. П. Неведомская
- 2019 — «Жижи. Страсти на Лазурном берегу» — комедия (Мишель Поли), реж. М. Поли
- 2018 — «Наш класс. История в 14 уроках»-трагедия (Т. Слободзянек), реж. Г. Маргвелашвили
- 2018 — «Много шума из ничего» — комедия (Уильям Шекспир), реж. К. Нерсисян
- 2017 — «Интимная комедия» — комедия (Ноэл Кауард), реж. Д.Скирта
- 2015 — «Джут» — трагедия (Олжас Жанайдаров), реж. Р. Андриасян
- 2015 — «Ужин с дураком» — комедия в двух действиях (Франсис Вебер), реж. Д.Скирта
- 2014 — «Ревизор» — комедия в пяти действиях (Николай Гоголь), реж. А.Кизилов
- 2012 — «Верная жена» — комедия (Сомерсет Моэм), реж. В.Молчанов
- 2011 — «Что хочет женщина» — комедия (Людмила Разумовская), реж. С.Попов
- 2010 — «Пижама на шестерых» — комедия в двух действиях (Марк Камолетти), реж. В Молчанов
- 2006 — «№ 13» — комедия в двух действиях (Рэй Куни), реж. А.Кизилов
- 2000 — «Уроки французского (Месье Амедей)» — комедия в четырёх действиях (Ален Рейно-Фуртон), реж. А.Кизилов
- 1973 — «Василиса Прекрасная» — сказка (Екатерина Черняк), реж. И.Далиненко

## Актёрский состав театра
- Ашанин, Виктор Анатольевич, заслуженный деятель Республики Казахстан
- Анисов, Вячеслав Валерьевич
- Багрянцев, Виталий Владимирович, Лауреат премии "Еңлікгүл"
- Багрянцев, Дмитрий Владимирович
- Лебсак, Ирина Маратовна, народная артистка Республики Казахстан, лауреат Госпремии РК
- Балашов, Вячеслав Валерьевич
- Балаев, Геннадий Николаевич, заслуженный артист Республики Казахстан
- Банченко, Татьяна Петровна, заслуженная артистка Республики Казахстан
- Бобков, Илья Александрович
- Буянова, Галина Дмитриевна
- Волошин Филипп Павлович
- Гришко, Виталий Алексеевич, заслуженный артист Республики Казахстан
- Гуртовенко, Елена Александровна
- Долматова, Наталья Валентиновна, заслуженная артистка Республики Казахстан
- Дягелев, Дмитрий Анатольевич
- Ермекова, Камилла Ермековна,  Лауреат Национальной театральной премии «Сахнагер»
- Жмеренецкая, Нина Леонидовна, заслуженная артистка Республики Казахстан.
- Зинченко, Валентина Дмитриевна, заслуженный деятель Республики Казахстан
- Зубов, Александр Александрович, заслуженный артист Республики Казахстан
- Касиманов, Арлан Талаптанович
- Кельблер, Ирина Артуровна
- Креженчуков, Анатолий Николаевич, заслуженный деятель Республики Казахстан
- Кизилов, Артур Андреевич
- Кочергин, Илья Александрович
- Кудекова, Карина Эриковна
- Ландина, Ольга Александровна
- Личадеев, Игорь Васильевич
- Логвиненко, Анна Александровна
- Лукоянов, Максим Игоревич
- Мицкевич, Игорь Алексеевич
- Орынбасарова, Лаура Сергеевна
- Осипова, Лариса Александровна
- Осина, Татьяна Евгеньевна
- Паукова, Лариса Сергеевна
- Павленко, Виктория Витальевна, Лауреат Национальной театральной премии «Сахнагер»
- Покровская, Марианна Владимировна
- Попов, Сергей Николаевич
- Тарасов, Андрей Рафаилович
- Уфимцев, Сергей Анатольевич, заслуженный деятель Республики Казахстан, лауреат государственный премии РК
- Скирта, Дмитрий Анатольевич, заслуженный артист Республики Казахстан
- Сорокин, Евгений Николаевич
- Токарев, Михаил Михайлович, народный артист Республики Казахстан
- Ганцева, Марина Юрьевна, заслуженный деятель Республики Казахстан.
- Тёмкина, Анастасия Львовна, лауреат премии «Серпер».
- Урбисинова, Динара Саматкызы
- Федосеев, Александр Александрович
- Хабибулин, Рауф Тимурович
- Хакимов, Артур Алмасович
- Храмова, Кристина Владимировна
- Хвостенко, Никита Максимович
- Чехонадский, Роман Борисович, заслуженный деятель Республики Казахстан
- Шилкин, Илья Викторович
- Штопель, Илья Олегович
- Эйнис, Татьяна Эрвиновна

## Здание театра
В нынешнем здании Драматического театра по пр. Абая (1968—1969 гг., арх. В. Давыденко, Г. Горлышков, И. Былинкин, Н. Шебалина, Н. Рогачёва, В. Руденко) нижний ярус на главном и боковых фасадах выполнен в виде больших витражей с узкими колонными простенками. В верхнем ярусе непосредственно над витражами симметрично помещены в два ряда панели с большими рёбрами, создающими прямой и перевёрнутый Ш-образный рисунок. Два смежных и один отдельный проёмы входов со стороны главного фасада имеют портальное обрамление с выгнутыми наружу выступающими пилонами. Дворовый фасад, имеющий, из-за перепада рельефа и наличия с этой стороны относительно малогабаритных вспомогательных помещений, пять этажей, решен на сочетании разноразмерных прямоугольных и квадратных окон на гладких стенах. В неглубокой, не имеющей перемычки нише помещены сплошные вертикальные витражи. Здание театра было построено в так называемом «Золотом квадрате» города.
15 Июня 2023 года перед входом установлен памятник советскому и казахстанскому актёру Юрию Померанцеву.

### Статус памятника
10 ноября 2010 года был утверждён новый Государственный список памятников истории и культуры местного значения города Алматы, одновременно с которым все предыдущие решения по этому поводу были признаны утратившими силу. В этом Постановлении был сохранён статус памятника местного значения здания театра. Границы охранных зон были утверждены в 2014 году.